# Affaire Bernard Preynat
Pour un article plus général, voir Abus sexuels sur mineurs dans l'Église catholique en France.
Pour les articles homonymes, voir Preynat.
L'affaire Bernard Preynat est une affaire judiciaire mettant en cause l’ancien prêtre Bernard Preynat, condamné pour avoir agressé sexuellement des enfants entre 1972 et 1991, lors de l’organisation de camps scouts.
En juillet 2019, il est jugé coupable par un tribunal ecclésiastique et renvoyé de l’état clérical. Il est jugé en janvier 2020 par le tribunal correctionnel de Lyon pour agressions sexuelles de dix anciens scouts de Sainte-Foy-lès-Lyon. Il y reconnaît les accusations, estimant le nombre effectif de ses victimes à un, deux ou trois enfants par week-end et, pendant les camps, à quatre ou cinq enfants par semaine, et ce durant deux décennies. Le 16 mars 2020, il est condamné à cinq ans de prison ferme. Il meurt le 23 juin 2024.
L'affaire Bernard Preynat est à l’origine du procès de Philippe Barbarin condamné en première instance, le 7 mars 2019, à 6 mois de prison avec sursis, pour ne pas avoir dénoncé ces abus sexuels, avant que la juge de la cour d’appel de Lyon n'annule sa condamnation en prononçant sa relaxe le 30 janvier 2020, puis que la Cour de cassation confirme cette décision.
Le combat mené par l'association La Parole libérée, regroupant des victimes de Bernard Preynat, a suscité le film Grâce à Dieu sorti en 2018 et réalisé par François Ozon.

## Historique
Bernard Preynat est né le 5 février 1945. Ordonné prêtre le 10 octobre 1971, il est nommé vicaire dans la paroisse de Sainte-Foy-lès-Lyon située dans l’actuelle métropole de Lyon en région Auvergne-Rhône-Alpes. Il crée le groupe scouts Saint-Luc en 1972. Cette structure est indépendante des scouts de France, elle n’est rattachée à aucun mouvement. Bernard Preynat en est le seul responsable. Le prêtre pédocriminel Jean-Marc Desperon était chef scout dans ce même Groupe Saint-Luc dans les années 1970, avant son ordination en 1983. 

### Traitement du dossier au sein de l'Église
Quatre cardinaux sont informés successivement des crimes de Bernard Preynat : Albert Decourtray, Jean Balland, Louis-Marie Billé et enfin Philippe Barbarin.
En 1991, Bernard Preynat est dénoncé au cardinal Albert Decourtray, par les parents d’un ancien scout qui participait à des camps encadrés par le prêtre. Le cardinal évoque devant des parents ce dossier d'agression : « Il y a du diabolique dans cette affaire et le coupable n'est qu'une victime que je vais tenter de libérer ». Le prêtre est écarté quelque temps des mineurs, puis de nouvelles missions lui sont confiées toujours auprès d'enfants,,.
Au début des années 2000, Bernard Preynat aurait raconté son comportement au cardinal Louis-Marie Billé, mais celui-ci n’aurait rien dit. Il le nomme à Cours-la-Ville, dans le Rhône, puis au Coteau, dans la Loire,.
Arrivé à la tête de l’archidiocèse de Lyon en 2002, Philippe Barbarin prend connaissance de rumeurs en 2007. Il convoque Bernard Preynat, qui reconnaît les faits mais assure ne pas les avoir réitérés depuis 1990. Philippe Barbarin lui impose une courte quarantaine puis lui délègue l'animation de trois paroisses jusqu'en 2015, le nomme à la tête de l'un des 18 doyennés du diocèse en 2011 et lui confie un jumelage avec le Liban.
Le 5 juillet 2019, Bernard Preynat est renvoyé de l’état clérical par un tribunal ecclésiastique. Le tribunal indique : « Au regard des faits et de leur récurrence, du grand nombre de victimes, du fait que l’abbé Bernard Preynat a abusé de l’autorité que lui conférait sa position au sein du groupe scout (…), le tribunal a décidé de lui appliquer la peine maximale prévue par le droit de l’Église dans un tel cas, à savoir le renvoi de l’état clérical ».
L’archidiocèse de Lyon décide d'indemniser 21 victimes du prêtre. En décembre 2020, une somme globale de 169 500 € est donnée aux 14 premières « dont les faits étaient prescrits et qui ne pouvaient donc pas saisir le tribunal judiciaire ». Les sept autres doivent être indemnisés à la fin des procédures judiciaires.

### Procédure judiciaire
En janvier 2016 l’affaire Bernard Preynat éclate. L’association La Parole libérée organise une conférence de presse pour rendre public le dossier. Elle essaie de rassembler les victimes de Bernard Preynat. Elle accuse les évêques successifs du diocèse de Lyon de ne pas avoir pris de mesure immédiate le concernant. En mars 2016, Bernard Preynat est placé sous contrôle judiciaire après avoir été mis en examen pour agressions sexuelles sur plusieurs mineurs. Il se réfugie à Fontaines-sur-Saône dans un appartement de la communauté des petites sœurs de Saint Joseph de Montgay.
Luis Ladaria Ferrer, préfet de la Congrégation pour la doctrine de la foi, est cité à comparaître en 2018 devant la justice à la suite de la découverte; lors d'une perquisition à l'archevêché; d'une lettre adressée au cardinal Barbarin où il lui recommandait « les mesures disciplinaires adéquates [contre le père Bernard Preynat] tout en évitant le scandale public », ce qui constituait une complicité de non-dénonciation de crime. Le Saint-Siège refuse alors de donner suite à la citation le 17 septembre 2018 en invoquant l'immunité de Ladaria « dans l'exercice de fonctions souveraines ».
L'affaire Bernard Preynat est à l’origine du procès de l’archevêque Philippe Barbarin, condamné en première instance le 7 mars 2019 à 6 mois de prison avec sursis, pour ne pas avoir dénoncé ces abus sexuels,, mais relaxé le 30 janvier 2020 par la cour d'Appel de Lyon. La Cour de cassation confirme cette dernière décision en avril 2021.
Le procès de l’ancien prêtre, jugé pour agressions sexuelles sur mineurs devant le tribunal correctionnel de Lyon, se tient du 14 au 17 janvier 2020. Bernard Preynat explique qu’il a été lui-même agressé sexuellement par un sacristain de sa paroisse, puis par un séminariste et un prêtre au petit séminaire. Il reconnaît les accusations. Il estime le nombre de ses victimes de un à trois enfants par week-end et « pendant les camps, ce pouvait être quatre ou cinq enfants en une semaine » pendant deux décennies. Un avocat d’une victime précise : « Sur la période, ça fait entre 3 000 et 4 000 » agressions. Bernard Preynat affirme que ses responsables ne l’ont pas interrogé sur le détail de ses agressions. Il précise s’être confessé à plusieurs reprises,,. À l’issue du procès la procureur réclame 8 ans de prison ferme.
Le 16 mars 2020, Bernard Preynat, âgé de 75 ans, est condamné à cinq ans de prison ferme, sans mandat de dépôt, pour des agressions sexuelles commises sur des jeunes scouts. Il renonce à faire appel en novembre 2020. Il n'est pas emprisonné compte tenu de son état de santé. Puis il est arrêté en novembre 2021 pour être présenté devant un tribunal et incarcéré dans le centre pénitentiaire de Saint-Étienne-La Talaudière.
En octobre 2023, il demande un « aménagement de peine sous forme d'une libération conditionnelle ou d'une détention à domicile sous surveillance électronique » pour raisons de santé. Souffrant de problèmes cardiaques, il meurt le 23 juin 2024, à l'âge de 79 ans à Saint-Étienne. Il avait bénéficié quelques semaines auparavant d'une libération conditionnelle avec placement sous bracelet électronique.

## Adaptation cinématographique

### Origine
Grâce à Dieu est un film de François Ozon, sorti en 2018, basé sur le parcours de l'association La Parole libérée et inspiré du livre Grâce à Dieu, c'est prescrit : L'affaire Barbarin de la journaliste Marie-Christine Tabet évoquant l'affaire Bernard Preynat. Ces titres ont pour origine une phrase du cardinal Barbarin prononcée en mars 2016, lors d'une conférence de presse : « La majorité des faits, grâce à Dieu, sont prescrits, mais certains peut-être pas »,,,, le cardinal remerciant immédiatement après, un journaliste qui l'interroge sur « la violence » de son propos, et jugeant « maladroite » la formulation de celui-ci, car il voulait dire que la majorité des faits reprochés à Bernard Preynat étant prescrits, cela signifiait peut-être qu'heureusement aucun autre ne s’était produit depuis 1991.

### Assignation en référé
Avant la sortie en salle prévue le 20 février 2019, François Ozon est assigné en référé deux fois car la défense veut obtenir le report de la sortie du film ou le retrait de la bande sonore des noms de Régine Maire et Bernard Preynat en raison de la protection de la vie privée pour la première et de la présomption d'innocence pour le second,,. François Ozon se défend d'avoir établi un portrait à charge contre Régine Maire et estime que son film « n’invente ni ne dit rien qui n’ait déjà été porté à la connaissance du public par la presse, les livres ou les documentaires consacrés déjà à cette affaire ». Le 18 février 2019, le tribunal de grande instance de Paris se prononce pour la sortie du film à la date initialement prévue, en relevant que le procès de Bernard Preynat n’est ni fixé ni prévu à une date proche et qu'un report « pourrait à l’évidence conduire, compte tenu des divers recours possibles, à ne permettre la sortie du film que dans plusieurs années » dans des conditions qui « porteraient atteinte à la liberté d’expression et de création » et « créeraient des conditions d’exploitation économiques insupportables ». La demande de Bernard Preynat de suspension de l’exploitation du film est rejetée par la cour d’appel de Paris en juin 2019. En janvier 2021, le pourvoi en cassation de Bernard Preynat est rejeté indiquant que le film s'inscrivait dans un « débat d'intérêt général ».